# توربیورن هار
توربیورن هار (نروژی: Thorbjørn Harr؛ زادهٔ ۲۴ مهٔ ۱۹۷۴) بازیگر اهل نروژ است.
از فیلم‌ها یا برنامه‌های تلویزیونی که وی در آن نقش داشته است، می‌توان به وایکینگ‌ها و دو زندگی اشاره کرد.